# Подаця
Подаця (хорв. Podaca) — населений пункт у Хорватії, у Сплітсько-Далматинській жупанії у складі громади Градаць.

## Населення
Населення за даними перепису 2011 року становило 729 осіб.
Динаміка чисельності населення поселення:

## Клімат
Середня річна температура становить 12,85 °C, середня максимальна – 24,19 °C, а середня мінімальна – 0,81 °C. Середня річна кількість опадів – 909 мм.
| Клімат поселення                              | Клімат поселення | Клімат поселення | Клімат поселення | Клімат поселення | Клімат поселення | Клімат поселення | Клімат поселення | Клімат поселення | Клімат поселення | Клімат поселення | Клімат поселення | Клімат поселення | Клімат поселення |
| Показник                                      | Січ.             | Лют.             | Бер.             | Квіт.            | Трав.            | Черв.            | Лип.             | Серп.            | Вер.             | Жовт.            | Лист.            | Груд.            |                  |
| Середній максимум, °C                         | 9,25             | 8,53             | 11,04            | 14,42            | 19,49            | 23,42            | 24,19            | 24,10            | 19,94            | 15,87            | 11,39            | 8,93             |                  |
| Середня температура, °C                       | 5,40             | 4,66             | 7,19             | 10,56            | 15,64            | 19,56            | 21,99            | 21,89            | 17,74            | 13,66            | 9,20             | 6,74             |                  |
| Середній мінімум, °C                          | 1,54             | 0,81             | 3,33             | 6,71             | 11,76            | 15,70            | 19,78            | 19,68            | 15,53            | 11,46            | 6,98             | 4,52             |                  |
| Норма опадів, мм                              | 85               | 76               | 76               | 74               | 60               | 54               | 37               | 51               | 73               | 102              | 119              | 102              |                  |
| Середньомісячна швидкість вітру, м/с          | 3.90             | 4.27             | 4.13             | 3.76             | 3.26             | 2.98             | 2.96             | 2.87             | 3.28             | 3.54             | 4.29             | 4.51             |                  |
| Середньомісячна сонячна радіація, кДж/м²·день | 5722             | 8342             | 12068            | 16350            | 19917            | 22909            | 24514            | 21870            | 16268            | 10582            | 6180             | 4808             |                  |
| --------------------------------------------- | ---------------- | ---------------- | ---------------- | ---------------- | ---------------- | ---------------- | ---------------- | ---------------- | ---------------- | ---------------- | ---------------- | ---------------- | ---------------- |
| Джерело:                                      |                  |                  |                  |                  |                  |                  |                  |                  |                  |                  |                  |                  |                  |